# Fredric Steinkamp
Fredric Steinkamp est un monteur américain né le 22 août 1928 mort le 20 février 2002 à Santa Monica (Californie).
Il est le père du monteur William Steinkamp.

## Filmographie
- 1960 : Les Aventuriers du fleuve (The Adventures of Huckleberry Finn), de Michael Curtiz
- 1960 : Ces folles de filles d'Ève (Where the Boys Are)
- 1961 : Anna et les Maoris (Two Loves)
- 1962 : L'Ange de la violence (All Fall Down)
- 1962 : L'École des jeunes mariés (Period of Adjustment)
- 1963 : Blondes, brunes, rousses (It Happened at the World's Fair)
- 1963 : Un dimanche à New York (Sunday in New York)
- 1964 : La Reine du Colorado (The Unsinkable Molly Brown)
- 1964 : Quick Before It Melts
- 1965 : Les Tueurs de San Francisco (Once a Thief)
- 1966 : La Bataille de la vallée du diable (Duel at Diablo)
- 1966 : Mister Buddwing
- 1967 : Quatre Fiancés pour un mari (Doctor, You've Got to Be Kidding!)
- 1968 : Charly
- 1969 : The Extraordinary Seaman
- 1969 : Une combine en or (Midas Run)
- 1969 : On achève bien les chevaux (They Shoot Horses, Don't They?)
- 1970 : Des fraises et du sang (The Strawberry Statement)
- 1971 : A New Leaf
- 1971 : The Marriage of a Young Stockbroker (en)
- 1972 : Haunts of the Very Rich (en) (TV)
- 1973 : Nightmare Honeymoon
- 1974 : Thursday's Game (TV)
- 1974 : Les Anges gardiens (Freebie and the Bean)
- 1977 : Bobby Deerfield
- 1978 : Fedora
- 1980 : L'Impossible témoin (Hide in Plain Sight)
- 1982 : Tootsie
- 1984 : Contre toute attente (Against All Odds)
- 1985 : Soleil de nuit (White Nights)
- 1985 : Out of Africa : Souvenirs d'Afrique (Out of Africa)
- 1987 : La Pie voleuse (Burglar)
- 1987 : Nuit de folie (Adventures in Babysitting)
- 1988 : Fantômes en fête (Scrooged)
- 1989 : Charlie (TV)
- 1990 : Le Vieil homme de la mer (The Old Man and the Sea) (TV)
- 1990 : Havana
- 1993 : Les Princes de la ville (Bound by Honor)
- 1993 : La Firme (The Firm)
- 1995 : Sabrina